# 48 (số)
48 (bốn mươi tám) là một số tự nhiên ngay sau 47 và ngay trước 49. Ước của 48 là 1;2;3;4;6;8;12;16;24;48.